# 曽波神駅
曽波神駅（そばのかみえき）は、宮城県石巻市鹿又字曽波神前にある、東日本旅客鉄道（JR東日本）石巻線の駅である。

## 歴史
- 1956年（昭和31年）4月5日：日本国有鉄道（国鉄）石巻線の駅として開業[2][3]。旅客のみを取り扱う駅員無配置駅[4]。
- 1987年（昭和62年）4月1日：国鉄分割民営化により、東日本旅客鉄道（JR東日本）の駅となる[3]。
- 2024年（令和6年）10月1日：えきねっとQチケのサービスを開始[1][5]。

## 駅構造
単式ホーム1面1線を有する地上駅である。小牛田統括センター（小牛田駅）管理の無人駅である。

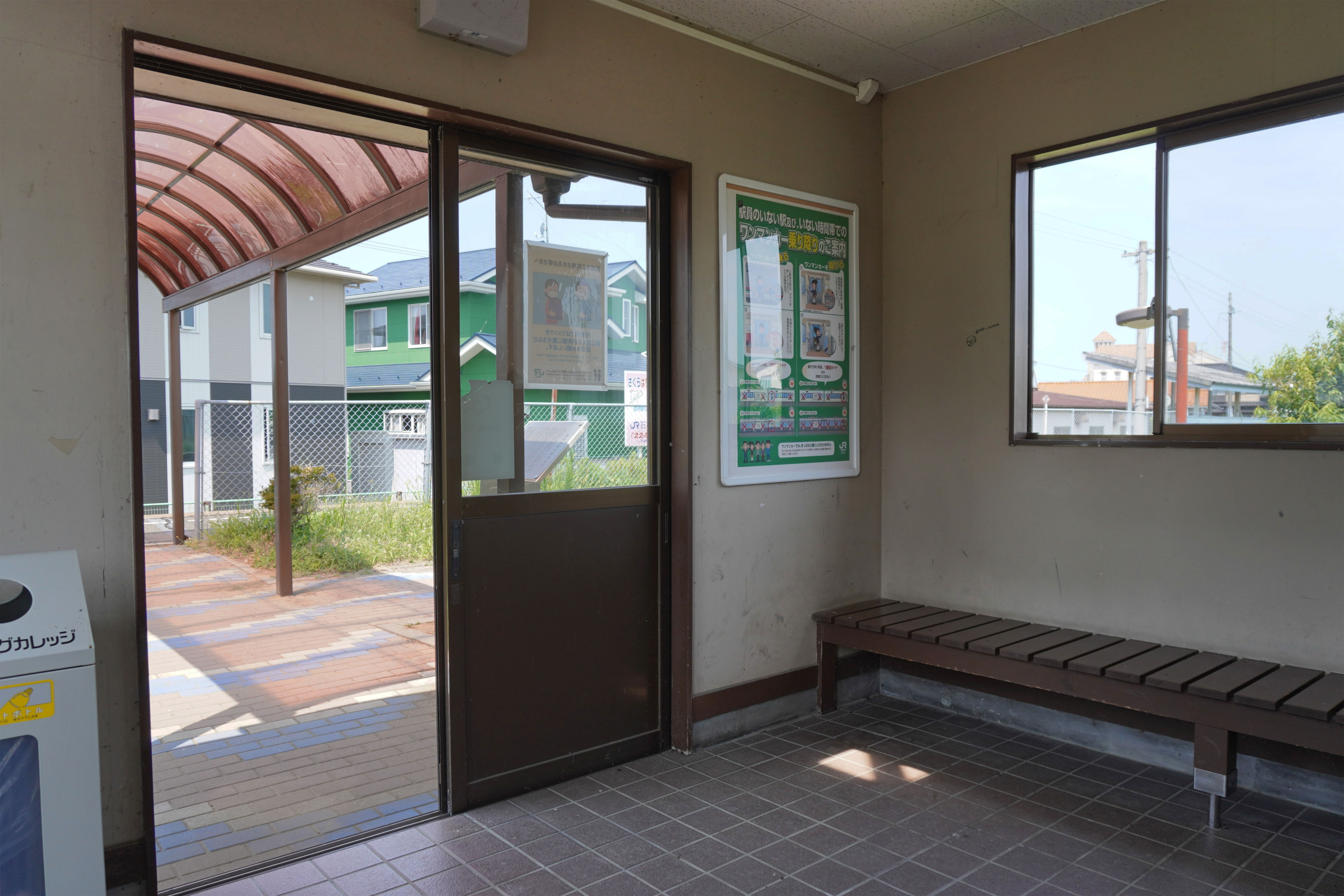
待合室（2023年7月）
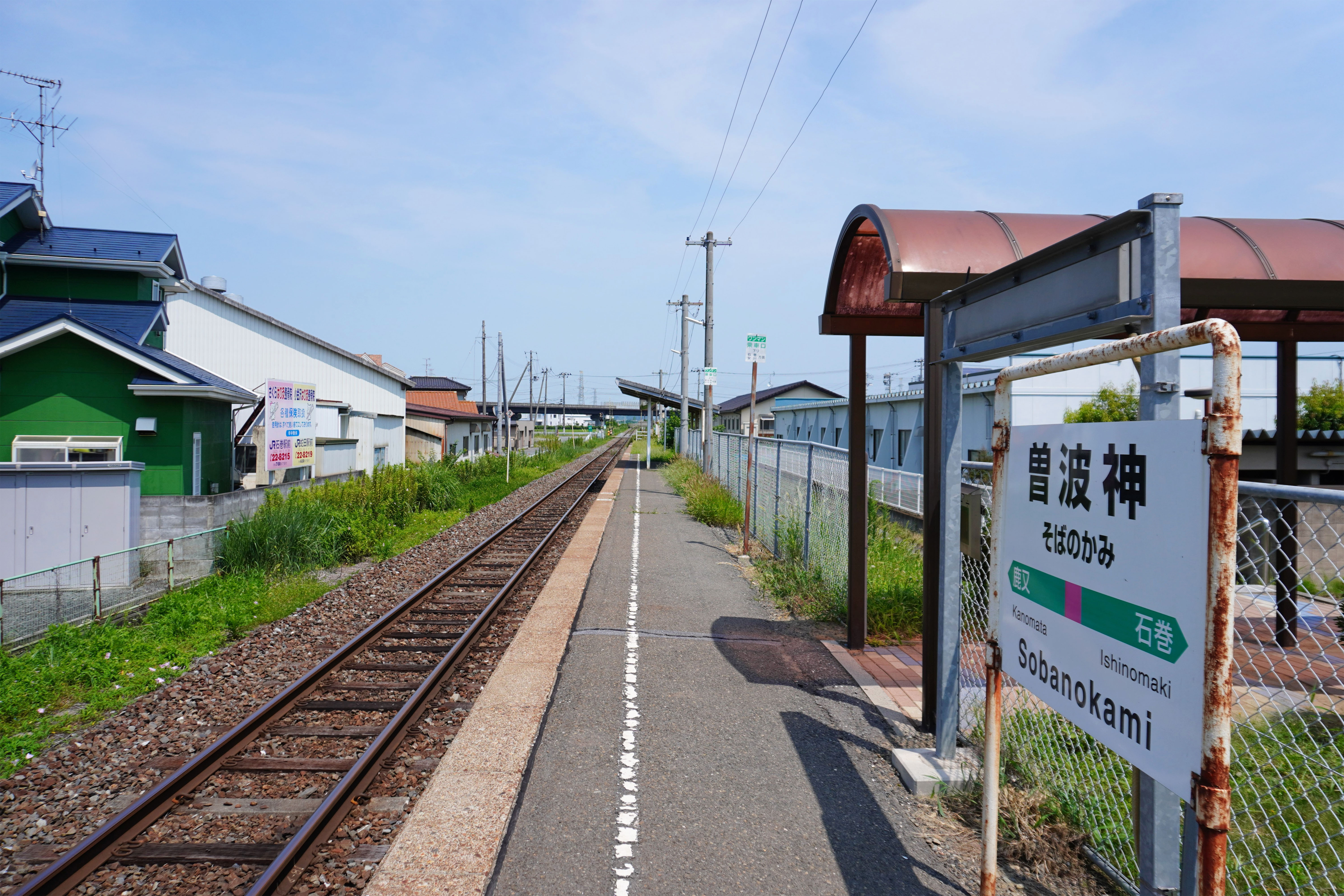
ホーム（2023年7月）

## 駅周辺
- 国道45号
- 三陸沿岸道路 石巻女川インターチェンジ
- 曽波神山（愛宕山）
  - 愛宕神社
  - 曽波神社
- 旧北上川
- 石巻赤十字病院
- パセオドライビングカレッジ
- ミヤコーバス「曽波神駅入口」停留所

## 隣の駅
東日本旅客鉄道（JR東日本）
■石巻線
鹿又駅 - 曽波神駅 - 石巻駅